# Hayato Hashimoto
Hayato Hashimoto (jap. 橋本 早十 Hashimoto Hayato; ur. 15 września 1981) – japoński piłkarz występujący na pozycji pomocnika.

## Kariera klubowa
Od 2004 do 2013 roku występował w klubie Omiya Ardija.